# Noferu
A Noferu (Nofru, Neferu; „Szépség”) ókori egyiptomi név.
Híres viselői:
- I. Noferu királyné, I. Montuhotep felesége (XI. dinasztia)
- Noferu vagy Noferukait, valószínűleg III. Antef anyja (XI. dinasztia)
- II. Noferu királyné, II. Montuhotep felesége (XI. dinasztia)
- III. Noferu királyné, I. Szenuszert felesége (XII. dinasztia)
- Noferu (XIII. dinasztia) Imiermesa vagy IV. Antef fáraó testvére; egy bizonyos Aya nevű királyné sógornője, akivel együtt említik a Boulaq 18 papiruszon.[1]
- Noferu (XIII. dinasztia), hercegnő, egy azonosítatlan király leánya. Férje Szobekhotep, Anubisz templomi őrségének parancsnoka, Dedireszu és Ptahkeni fia. Neve egy abüdoszi sztéléről ismert (ma Kairóban).[2]
- Noferu (XVII. dinasztia), egy Tjenna nevű közember felesége, Tetiseri királyné anyja; lánya múmiapólyáin említik